# S. Frederick Starr
S. Frederick Starr (* 24. März 1940 als Stephen Frederick Starr) ist ein US-amerikanischer Wissenschaftler und Jazzmusiker.

## Leben
Starr machte seinen BA-Abschluss 1962 an der Yale University und promovierte an der Princeton University, in Princeton, New Jersey. Er spricht fließend Russisch und hat bisher (2011) mehr als 20 Bücher und mehr als 200 Artikel über Russland und zu eurasischen Themen geschrieben, insbesondere über Afghanistan, Singkiang (Xinjiang) und seine Kultur und Bevölkerung, sowie über die zentralasiatischen und Kaukasus-Republiken.
Starr begann seine Beziehung zu den Turkvölkern als Archäologe in der Türkei und gründete zusammen mit George F. Kennan und
James Billington das Kennan Institute for Advanced Russian Studies, das zu den ersten intensiven Kontakten von Politikorschern aus den USA mit Mittelasien führte. Er war Vizepräsident der Tulane University in New Orleans, Louisiana. Aus dieser Zeit rühren noch seine engen Beziehungen zum traditionellen New Orleans Jazz. Mit dem Louisiana Repertory Jazz Ensemble hat Starr in den ganzen USA gespielt, 1983 eine Tour durch Frankreich und die Sowjetunion gemacht und ist in den Jahren danach mit der Band im Fernsehen in Italien, Japan und Schweden aufgetreten. Über New Orleans und Louisiana, die Musik dieses Staates und seine Küche hat Starr ein Dutzend Bücher veröffentlicht.
Starr war Berater von drei Präsidenten der Vereinigten Staaten zu Fragen Russlands bzw. der Sowjetunion und zu Innerasien. Ferner hat er Gutachten für den Vereinigten Generalstab, den Joint Chiefs of Staff, der USA zu Afghanistan, Innerasiens und den Kaukasus erstellt. Er ist Professor an der Paul H. Nitze School of Advanced International Studies in Washington, D.C., die der Johns Hopkins University in Baltimore, Maryland angegliedert ist.
1994 wurde er in die American Academy of Arts and Sciences gewählt.

## Schriften
zu Eurasien und internationalen Beziehungen:
- Decentralization and Self-Government in Russia, 1830–1870. Princeton University Press, Princeton, New Jersey 1972, ISBN 0-691-03090-1.
- als Herausgeber: Russia's American Colony. Duke University Press, Durham, Oklahoma 1987, ISBN 0-8223-0688-3.
- (Hrsg.): Xingjiang: China's Muslim Borderland. Central Asia-Caucasus Institute. M.E. Sharpe, Armonk, NY 2004, ISBN 0-7656-1317-4.
- The New Silk Roads: Transport and Trade in Greater Central Asia. Johns Hopkins University, Washington DC 2007, ISBN 91-85473-35-9.
- mit Forte E. Cornell (Hrsg.): The Guns of August 2008: Russia's War in Georgia. Sharpe, Armonk, NY 2008, ISBN 978-0-7656-2508-3.
- Ferghana Valley: The Heart of Central Asia. Central Asia-Caucasus Institute. Sharpe, Armonk, New York State 2011, ISBN 978-0-7656-2998-2.
- Lost Enlightenment. Central Asia's Golden Age from the Arab Conquest to Tamerlane. Princeton University Press, Princeton, New Jersey, USA 2013, ISBN 978-0-691-15773-3.[1]

zu Louisiana und Jazz:
- Red and Hot: The Fate of Jazz in the Soviet Union 1917–1980. Oxford University Press, New York 1983, ISBN 0-19-503163-6.
deutsch: Red and hot: Jazz in Russland von 1917–1980. Hannibal, Wien 1990, ISBN 3-85445-062-1.
- (Hrsg.): Oberlin Book of Bandstands. Preservation Press, Washington, D. C. 1987, ISBN 0-89133-128-X.
- Southern Comfort: The Garden District of New Orleans. MIT Press, Cambridge, Massachusetts 1989, ISBN 0-262-19283-7.
- Bamboula! The Life and Times of Louis Moreau Gottschalk. University of Illinois Press, 2000, ISBN 0-252-06876-9.
- New Orleans Cuisine: Fourteen Signature Dishes and heir Histories. University of Mississippi, Jackson, Mississippi 2009, ISBN 978-1-60473-127-9.

zu anderen Themen:
- Melnikov: Solo Architect In a Mass Society. Princeton University Press, Princeton, New Jersey 1978, ISBN 0-691-03931-3.
- mit Hans-Heinrich Herwarth von Bittenfeld: Against two evils. Memoirs of a Diplomat-Soldier during the Third Reich. Rawson Wade, New York City 1981, ISBN 0-89256-154-8.
- Vorwort zu: Angelica Zander Rudenstine (Hrsg.): Russian Avant-Garde Art: The George Costakis Collection. Abrams, NY, ISBN 0-8109-1556-1.
deutsch: Russische Avantgarde-Kunst aus der Sammlung George Costakis. DuMont, Köln 1982, ISBN 3-7701-1390-X.